# Vlkanov (przystanek kolejowy)
Vlkanov – przystanek kolejowy w Vlkanovie, w kraju pilzneńskim, w Czechach. Położony jest na wysokości 435 m n.p.m. Znajduje się we wschodniej części miejscowości.
Na przystanku nie ma możliwości kupienie biletu, a obsługa podróżnych odbywa się w pociągu. 

## Linie kolejowe
- 184 Domažlice - Planá u Mariánských Lázní